# Tomás Gutiérrez Larraya
Tomás Gutiérrez i Larraya (Barcelona, 14 de maig de 1886 - 7 d'agost de 1968) fou un pintor i escriptor espanyol.
Professor titular en la Reial Acadèmia Catalana de Belles arts de Sant Jordi, va ser president de l'Associació Catalana d'Escriptors Cinematogràfics i fundador i director de la revista Filmis Selectes. És conegut per la redacció de manuals professionals de pintura per a l'Editorial Messeguer, així com les seves obres presents en el Museu d'Art Modern i Contemporani de Santander i Cantàbria o en el Museu de Múrcia. Va participar també com a actor secundari en alguna de les pel·lícules dirigides pels seus fills, Federico i Aurelio. Va ser pare també del Catedràtic i traductor Juan Antonio Gutiérrez-Larraya, germà de la puntaire i pintora Aurora Gutiérrez Larraya i avi del cardiòleg madrileny Federico Gutiérrez-Larraya.

## Vida

### Infància
Va néixer al número 82 del carrer Roger de Llúria (Lauria) de Barcelona, fill del farmacèutic Francisco Gutiérrez Díaz de la Campa, natural de La Busta, Cantàbria, i d'Elisa Larraya Rodríguez, natural de Ferrol. Poc temps després del naixement, la família va tornar a terres santanderines, on ja de jove, Tomás va entrar en contacte amb el col·lectiu de pintors de l'època, molt relacionats amb la família reial, que passava les seves vacances d'estiu en aquesta ciutat.

### L'època de Santander
Als 18 anys va ingressar amb beca en la Reial Acadèmia Catalana de Belles arts de Sant Jordi, on arribaria, anys després, a ser professor titular. L'any 1907 va ser premiat repetidament, pels seus treballs, com a Concepte d'art i història de les Arts Decoratives, en un acte oficial a l'Escola de la Llotja. En acabar els seus estudis, es va casar en secret amb Anna Planas Codoñés (Barcelona, 18 de juliol de 1892 - Barcelona, 6 d'agost de 1962), filla d'una família adinerada barcelonina, i va tornar a Santander. En 1915 li va ser encarregada la decoració dels banys del Palau de la Magdalena i aquell mateix any va participar junt amb la seva germana en l'Exposició Nacional de Belles Arts de Madrid, amb les obres El tapiz verde i Pulero. Va ser aquí on va sorgir l'amistat entre el matrimoni i el rei Alfonso XIII, qui es va oferir com a padrí de la filla primogènita del matrimoni. Es van iniciar també els tramitis perquè li anés atorgat un títol nobiliari.
Després de viure uns anys a París, i amb els diners guanyats, va invertir en l'obertura d'un cinema a la ciutat, sent un dels primers a Espanya. Uns anys després es va traslladar a Madrid, on va començar a fer les seves primeres exposicions i va promoure la publicació de la revista cinematogràfica Gran projector.

### L'època de Barcelona
En la dècada dels anys trenta, es va traslladar amb la seva dona i els seus quatre fills definitivament a Barcelona. Va ser en aquesta època quan va ser nomenat professor de la Reial Acadèmia de Belles arts. Va ser membre entre 1935 i 1937 del Comitè Cinematogràfic de la Generalitat de Catalunya. Es va anar a viure a una torre del Turó del Putxet, als afores de Barcelona, i des d'aquí va començar a dissenyar un dels grans projectes de la seva vida: la creació d'una revista especialitzada en cinema. D'aquí va néixer, Films selectes, que es va publicar durant gairebé vint anys.
Per les seves contribucions al món del cinema de la Barcelona dels anys cinquanta, va ser nomenat president de l'Associació Catalana d'Escriptors Cinematogràfics.
La seva esposa, Anna Planas, va morir l'agost de 1962 a Barcelona. Tomás Guitérrez va morir també a Barcelona l'any 1968, sumit en una gran tristesa per la pèrdua de la seva esposa.

## Obra
Com a pintor, destaquen les seves obres presents en el Museu d'Arts de Santander:
- Mazcuerras, rotlle de llops (paisatge, Santander, 1914)
- Casona muntanyesa (Paisatge, Santander, 1915)

Cal destacar que les seves obres van formar van ser publicades en una recopilació l'any 1925, sota el títol "Gutierrez-Larraya i la seva obra", on, on es presentaven al costat dels comentaris d'artistes coneguts i d'escriptors del moment, com Ramón Gómez de la Serna, amb qui va mantenir una llarga amistat. També, algunes de les seves xilografias van ser seleccionades per decorar el primer establiment de Perfumeries Julià, a Barcelona.
Com a escriptor, destaquen els seus títols en la col·lecció de Manuals Tècnics de l'editorial Messeguer, amb els títols:
- Xilografias
- Cuirs artístics
- Tècnica d'estampació

## Museus en els quals és present
- Museu d'Art Modern i Contemporani de Santander i Cantàbria, Santander
- Reial Acadèmia Catalana de Belles arts de Sant Jordi, Barcelona
- Museu de Múrcia, Murcia